# Georges-Louis Le Rouge
Pour les articles homonymes, voir Le Rouge et Lerouge.
Georges-Louis Le Rouge (vers 1712 - vers 1790) était un cartographe, graveur et architecte du XVIIIe siècle, ingénieur géographe du roi Louis XV, auteur d'atlas, de cartes, de plans de bataille et relevance de place fortes. Son parcours et ses connexions sociales, à cheval sur l'Allemagne et la France, sont caractéristiques des ingénieurs géographes de son temps, qui circulaient à travers l'Europe du XVIIIe siècle pour acquérir puis faire valoir leurs compétences cartographiques. 

## Biographie
Né à Hanovre vers 1712, Georges-Louis Le Rouge était probablement le fils d’un architecte d’origine française, Louis Rémy de la Fosse. Il quitta Darmstadt après avoir poursuivi de 1727 à 1732 le travail inachevé de son père, une grande carte de Darmstadt, et composa une carte de l’Alsace en cinq grandes feuilles, sans doute à des fins militaires ; il réalisa ultérieurement des cartes dans le cadre de la Guerre de Succession de Pologne, entre 1733 et 1735. À partir de 1736 il vécut à Paris, où il se maria pour la deuxième fois en 1741 et remplit la fonction d'ingénieur géographe du roi de France Louis XV au service du comte de Clermont.
Dès 1738, il devint lieutenant au service de Maurice de Saxe (les ingénieurs géographes étaient alors souvent assimilés aux ingénieurs militaires). En 1744, il fit paraître une carte de la Hollande en 21 feuilles. À partir de 1747 il adapta et traduit des cartes venues d’Angleterre en collaboration avec John Rocque. Il créa en outre et entre autres un Atlas d’Allemagne, en cent feuilles, qui comprenait une description écrite de l'Allemagne, publié en 1759.

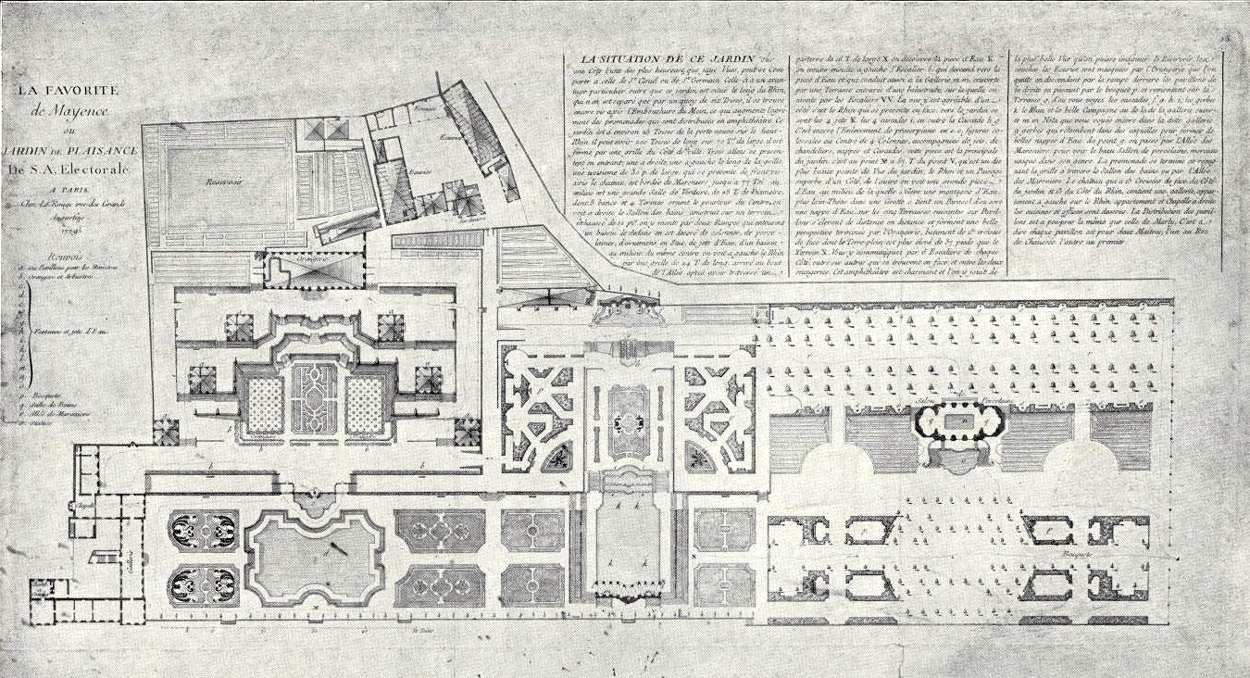
Plan de Château de La Favorite (Mayence), 1779.

Après des problèmes financiers en 1773, Le Rouge commença à publier, en sus de ses ouvrages cartographiques, des plans et vues de jardins. La production de cette œuvre s'étala de 1775 à 1789, selon un rythme de parution irrégulier : l'ouvrage final regroupe 492 gravures rangées dans des chemises, au format de 32 cm sur 44 cm, où les vues de tailles plus importantes sont pliées ; beaucoup de feuilles contiennent des motifs secondaires supplémentaires ; le nombre total de ces vues de détail dépasse les 1500. On y remarque un nouveau style de jardins de style anglais, dits anglo-chinois. Plus largement, l'œuvre de Le Rouge contribua à la circulation en Europe de nouveaux modèles de jardins : jardin allemand (Jardin de Sanssouci à Potsdam), anglais (Stowe Garden ou Kew Gardens) ou français (parc d'Ermenonville).
Pour ses représentations détaillées concernant l'art du jardin, à partir de formes géométriques strictes, Le Rouge utilisa le terme de jardin anglo-chinois bien avant Horace Walpole.
Ses clients étant essentiellement des nobles français, la Révolution le ruina et on perd alors sa trace, sans qu’on sache s’il mourut en 1790, ou plus tard, en 1793 ou 1794. De son dernier ouvrage, vingt-et-unième chemise, n’ont paru en 1789 que six gravures. Le Rouge, malgré son grand âge, fut alors chargé d’une mission par le comte Guillaume Cédric Louis de Bentheim-Steinfurt (1756-1817).

## Œuvre
- XVIIIe et XIXe cahier des jardins anglais contenant ceux du Bagno à Steinford en Westphalie[3]

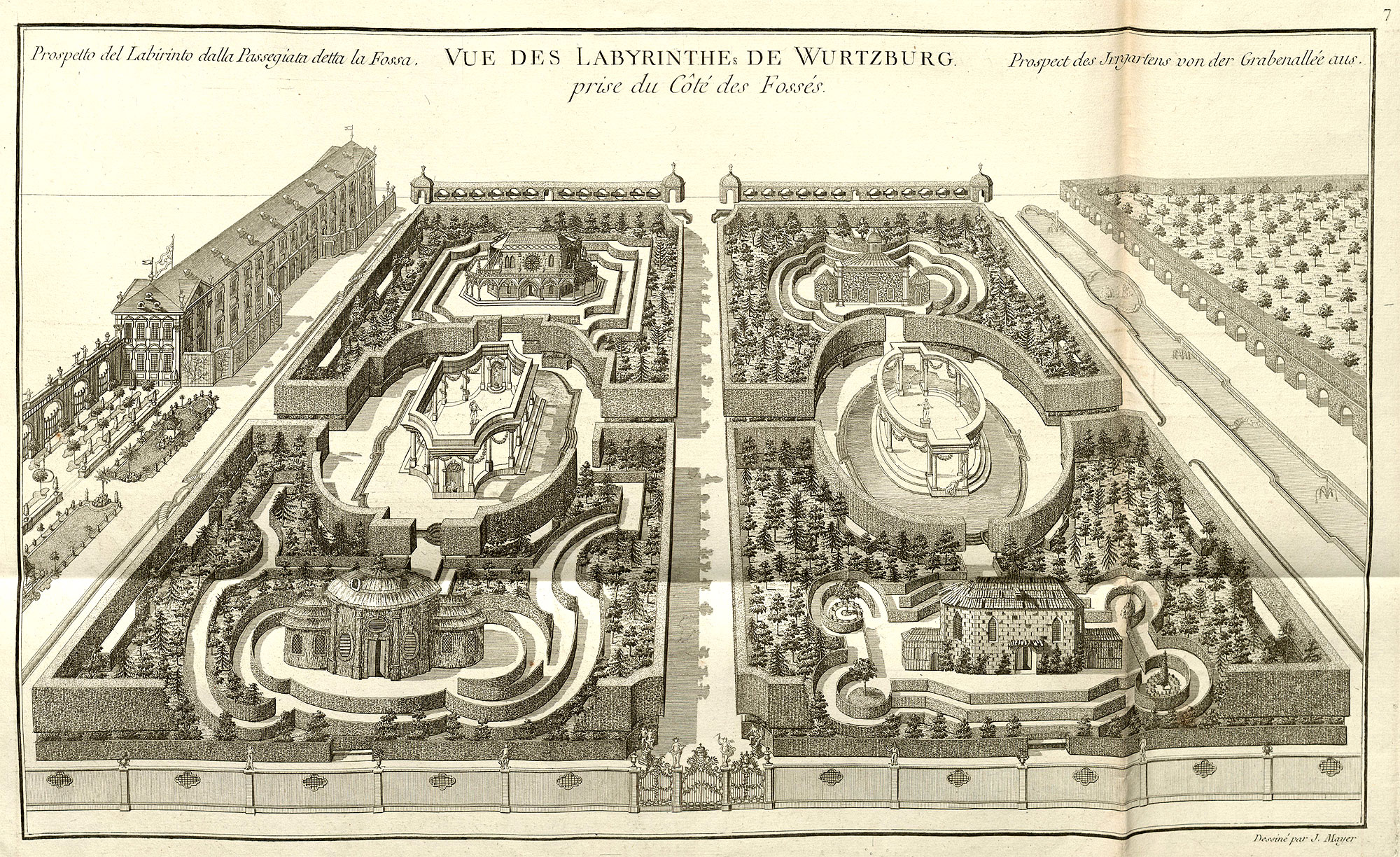
Vue des labyrinthes de la Résidence de Würzburg, tiré des Jardins anglo-chinois à la mode.